# Floreta Sanoga
Floreta Sanoga (fl. 1352 – 1381) va ser una metgessa jueva catalana.
La primera referència documental sobre Floreta data de 1352, quan es troba a Cervera juntament amb el seu espòs Juceff, metge de professió. Segons Roderic Pita, el 1360 ja era metgessa de la reina. Possiblement en aquella època ella i Juceff viuen a Lleida, on consten documentats els jueus Abram i Isach Sanoga. Juceff i Floreta es troben instal·lats a Santa Coloma de Queralt el 1365, on hi havia una important comunitat de metges.
El 30 de gener de 1374, Pere III el Cerimoniós expedeix una llicència per tal que Floreta Sanoga pugui practicar la medicina en tots els territoris de la Corona d’Aragó. Protegida per aquesta prerrogativa, Floreta assisteix Sibil·la de Fortià, quarta esposa del monarca (1381). Segons Carmen Martínez, els honoraris rebuts per Floreta, molt superiors als habituals, fa pensar que la seva tasca prop de Sibil·la de Fortià devia ser extraordinària. S'ha de destacar, en aquest sentit, que la presència de Floreta a la cort no va ser anecdòtica. El maig de 1381, el tresorer de la reina Sibil·la li paga despeses per les sabates dels darrers trenta mesos.
El 1382, Juceff Sanoga es troba instal·lat a Balaguer. Els fills de Juceff es reparteixen l’herència testamentària del seu pare el 1389. En cap de les dues referències no s'esmenta Floreta.
Es desconeix cap obra teòrica de Floreta Sanoga. No obstant això, l'astrofísic Jacques Blamont afirma que, juntament amb mestre Menahem, i els metges Caravida, Benavista i Cabrit «havia reeixit millor que les Universitats a construir un entorn intel·lectual». D’altra banda, José María Soto i Horacio Santiago-Otero l’incorporen en la llista de «savis que es dediquen més específicament a la ciència mèdica».